# Man Dandan
Man Dandan (förenklad kinesiska: 满丹丹; traditionell kinesiska: 滿丹丹; pinyin: Mǎn Dāndān; född den 5 maj 1989 i Harbin, Heilongjiang) är en kinesisk längdskidåkare som har tävlat på professionell nivå sedan 2006.
Hon har deltagit i både Olympiska spelen 2006 i Turin och 2010 i Vancouver, hennes bästa placering i spelen är en 51:a plats i 1,5 km sprint i Vancouver.
Mans bästa placering i världsmästerskapen i längdskidåkning är en 10:e placering i 4 x 5 kilometers stafetten i världsmästerskapen 2007 i Sapporo. Hennes bästa individuella placering kom i världsmästerskapen 2013 i Val Di Fiemme, en 41:a plats i individuella sprinten. 
Hennes bästa placering i världscupen är en 8:e plats i individuella sprinten i Kina 2007.